# 薮川橋

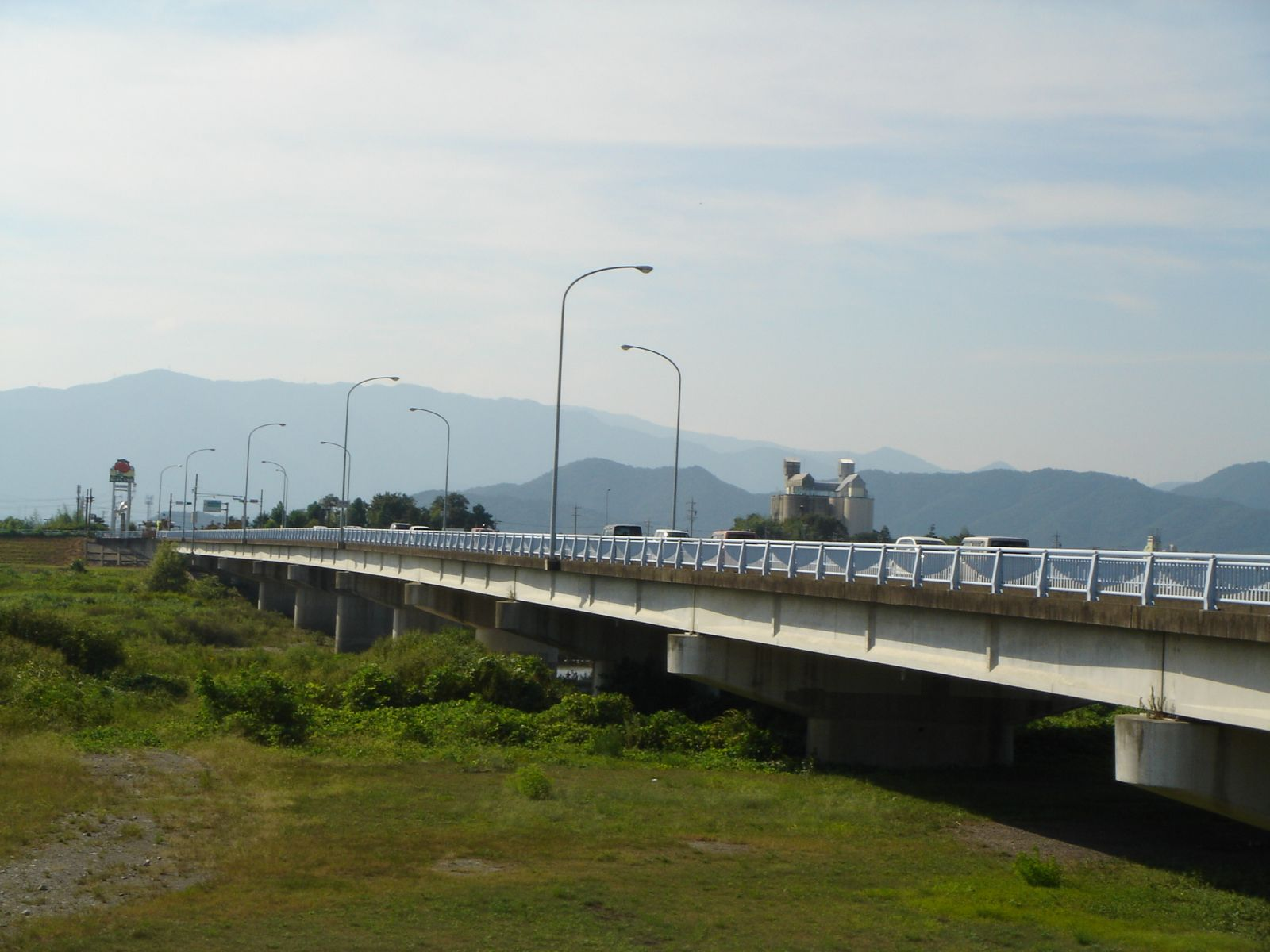
左岸下流（本巣市）側より撮影

薮川橋（やぶかわばし）は、岐阜県本巣市と岐阜県揖斐郡大野町との間の、根尾川にかかる国道303号の橋である。
現在の薮川橋は3代目である。初代と2代目は現在の薮川橋の上流、約500mに存在した。
薮川とは、大野町以南の根尾川の旧称である。旧建設省（現・国土交通省）が一級河川の指定の際、根尾川に統一されている。橋の名前として薮川の名が残っている。

## 概要
- 供用開始：1991年（平成3年）
- 延長：396.0m
- 所在地：岐阜県本巣市屋井 - 岐阜県揖斐郡大野町相羽

## 歴史
- 明治末期、初代の薮川橋が開通する。木橋であり、長さは6丁（約650m）あったという。
- 1934年（昭和9年）、2代目の薮川橋が架橋される。長さ239m、幅員4.5mの鉄筋コンクリート製であった。
- 1991年（平成3年）、3代目が現在地に架橋される。

## その他
- 薮川橋を藪川橋と表記されることがあるが、橋の刻まれた銘文は「薮川橋」であり、こちらが正しい。しかし、交差点の表示は「藪川橋西」と表記されるなど混乱が見受けられる。川の名称も、薮川と藪川のどちらの表現も使用されていた。
- 2代目の薮川橋の本巣市側は、岐阜県道168号屋井黒野線の交点であった。現在も県道168号の起点はこの位置である。

## 隣の橋
（下流） 鷺田橋 - 【揖斐川合流点】 - 下座倉大橋 - 根尾川大橋 - 真大橋 - 薮川橋  - 大野橋 - 万代橋 - 谷汲山大橋 - 第一根尾川橋梁（樽見鉄道） （上流）